# Остаци манастира Св. Ђорђа и средњовековне некрополе
Остаци манастира Светог Ђорђа и средњовековне некрополе се налазе у насељу Мајдан, на територији општине Нови Кнежевац у Србији. Остаци манастира Св. Ђорђа и средњовековне некрополе је археолошки локалитет уписан у централни регистар Србије непокретних културних добара.

## Положај и значај
Остаци манастира Светог Ђорђа налазе се на брегу северно од центра села Мајдан. На површини земље уочавају се незнатни остаци зидова и расути грађевински материјал. Јужно од центра села, преко пута манастира налази се некропола. Остаци манастира Светог Ђорђа и средњовековна некропола припадају источно-грчком обреду. Према истраживањима настали су у периоду између 10. и 11. века.То је један од ретких манастира у Банату где су свој мисионарски рад обављали ученици Ћирила и Методија, што указује на његов културно-историјски значај у области која је била под угарском управом у раном средњем веку.